# 데몰리션 (영화)
《데몰리션》(영어: Demolition)은 2015년에 개봉한 미국의 코미디 드라마 영화이다. 장마르크 발레가 감독을, 브라이언 사이프가 각본을 맡았고, 제이크 질런홀, 나오미 와츠, 크리스 쿠퍼, 주다 루이스 등이 출연했다.
2015년 제40회 토론토 국제 영화제에서 첫 상영되었고 폭스 서치라이트 픽처스를 통해 2016년 4월 8일 극장 개봉하였다.
2021년 58세 나이로 사망한 장마르크 발레의 장편 영화 유작이다.

## 줄거리
사모펀드 투자 전문 은행가 데이비스는 아내가 교통 사고로 사망한 뒤 자동 판매기 회사에 항의 편지를 보내면서 삶의 괴로움을 함께 쏟아낸다. 회사의 고객 서비스 담당 캐런은 데이비스의 솔직함에 마음이 움직여 전화를 건다. 두 사람 사이에 예기치 못했던 우정이 형성되면서 데이비드는 아내를 잃은 아픔을 직시하고 삶을 다시 시작할 힘을 회복해간다.

## 출연
- 제이크 질런홀 - 데이비스 미첼 역
- 나오미 와츠 - 캐런 머레이노 역
- 크리스 쿠퍼 - 필 이스트우드 역
- 주다 루이스 - 크리스 머레이노 역
- C.J. 윌슨 - 칼 역
- 폴리 드레이퍼 - 마고 이스트우드 역
- 맬러카이 클리리 - 데이비스의 아버지 역
- 데브라 멍크 - 데이비스의 어머니 역
- 헤더 린드 - 줄리아 역

## 기타 제작진
- 총괄 제작: 새드 러킨빌, 존 맬커비치